# Kevin
Kevin Santos Lopes de Macedo (São Paulo, 4 de janeiro de 2003), ou simplesmente conhecido como Kevin, é um futebolista brasileiro que atua como ponta. Atualmente joga pelo Shakhtar Donetsk.[carece de fontes?]

## Carreira

### Categorias de base
Kevin cresceu no Itaim Paulista, bairro de São Paulo, começando a jogar futebol no Desportivo Brasil de Porto Feliz, após recusar contrato do Atlético Mineiro ainda sub-13, com o clube muito longe de sua casa.[carece de fontes?]
Em 2020, ingressou nas categorias de base do Palmeiras. Em janeiro de 2023, ajudou o Palmeiras Sub-20 a conquistar a Copa São Paulo de Futebol Júnior, ganhando o título de Melhor Jogador do Torneio, após marcar cinco gols e somar cinco assistências em oito partidas.

### Profissional
Depois de disputar o Campeonato Paulista Série A3 pelo Desportivo Brasil, Kevin ingressou no sub-20 do Palmeiras em 2020, por empréstimo de um ano com cláusula de rescisão que acabou resultando em transferência definitiva.
Ele fez sua estreia profissional pelo Palmeiras em 1º de dezembro de 2021, substituindo Giovani durante uma vitória fora de casa por 3–1 no Brasileirão contra o Cuiabá. Ele começou seu primeiro jogo em 10 de dezembro de 2021, também marcando seu primeiro gol sênior nesta ocasião, conquistando vitória em casa por 1–0 contra o Ceará, encerrando a temporada dos recentes vencedores da Copa Libertadores.
Em janeiro de 2024, Kevin foi vendido para o Shakhtar Donetsk, da Ucrânia. O atacante assinou um contrato de cinco anos; a negociação foi fechada por doze milhões de euros (64,4 milhões de reais, na época), mais 8,2 milhões de euros (44 milhões de reais) em bônus.

## Seleção Brasileira
Em 28 de abril de 2023, foi convocado por Ramon Menezes para disputar a Copa do Mundo FIFA Sub-20 na Argentina.

## Títulos
Palmeiras

#### Categorias de base
- Campeonato Brasileiro Sub-20: 2022[carece de fontes?]
- Copa São Paulo de Futebol Júnior: 2022, 2023[carece de fontes?]
- Copa do Brasil Sub-20: 2022[carece de fontes?]

#### Profissional
- Campeonato Brasileiro: 2023[carece de fontes?]

## Prêmios individuais
- Craque da Copa São Paulo de Futebol Júnior: 2023[7]